# Vuna Takitakimālohi
Siaosi Vuna Takitakimālohi (circa 1844 - enero de 1862) fue un Príncipe de Tonga, el único hijo legítimo y heredero del Rey Jorge Tupou I.

## Biografía

### Primeros años y familia
Nacido alrededor de 1844, fue el único hijo sobreviviente del rey tongano Jorge Tupou I y Sālote Lupepauʻu, la única esposa legítima de Tupou. Su único hermano de pura sangre, Tu'ukitau, murió a la edad de cuatro años en 1842. Fue nombrado Siaosi o George por su padre, quien a su vez tomó el nombre en honor al rey Jorge III del Reino Unido, mientras que su madre se llamaba Sālote o Charlotte por la reina Charlotte de Mecklenburg-Strelitz. Los medio hermanos del príncipe Vuna incluyen a Tēvita ʻUnga y Sālote Mafileʻo Pilolevu, quienes fueron repudiados por su padre como descendientes ilegítimos junto con sus madres, que eran sus consortes secundarias, después de su matrimonio en 1834 con la madre del Príncipe Vuna bajo ritos cristianos. Su madre fue la exesposa de Laufilitonga, el último Tu'i Tonga, y su tatarabuela materna fue Nanasipauʻu, quien tenía el alto rango de Tuʻi Tonga Fefine.

### Fallecimiento
Falleció alrededor de los 17 o 18 años de edad, soltero, dejando a su padre sin heredero. Su muerte fue lamentada por los habitantes de Tonga. En el funeral del príncipe, el rey permitió que sus súbditos restauraran el rito tradicional del tukuofo, la ofrenda de esteras y comida a los muertos. Este gesto hizo que el reverendo presidente William George Richard Stephinson reprendiera abiertamente al rey y disciplinara a los participantes nativos, lo que provocó una ruptura entre el rey y la iglesia wesleyana. La sucesión permanecería vacante durante trece años hasta la promulgación de la primera Constitución de Tonga en 1875, que legitimó al medio hermano de Vuna, Tēvita ʻUnga, y lo nombró Príncipe Heredero. El Rey Tupou I sobreviviría a Unga y a sus tres nietos; fue sucedido por su bisnieto, Jorge Tupou II. 